# 神戸市立兵庫大開小学校
神戸市立兵庫大開小学校（こうべしりつ ひょうごだいかいしょうがっこう）は、兵庫県神戸市兵庫区大開通4丁目にある公立小学校。

## 沿革

### 統合前
神戸市立大開小学校（初代）
- 1901年（明治34年）6月 - 大開尋常第一小学校（女子）開校。
- 1901年（明治34年）6月 - 大開尋常第二小学校（男子）開校。
- 1932年（昭和7年）7月 - 大開尋常第一小学校・大開尋常第二小学校が合併。大開尋常小学校となる。
- 1933年（昭和8年）4月 - 大開尋常小学校鉄筋校舎完成。
- 1948年（昭和23年）4月 - 兵庫小学校に統合される。

神戸市立兵庫小学校
- 1908年（明治41年）4月 - 御幸尋常小学校（男子）開校。
- 1923年（大正12年）5月 - 兵庫尋常小学校鉄筋校舎完成。
- 1948年（昭和23年）4月 - 大開小学校を統合。
- 1959年（昭和34年）10月 - 大開小学校が分離。
- 1988年（昭和63年）3月 - 大開小学校との再統合を前に、閉校式挙行。

神戸市立大開小学校（二代）
- 1959年（昭和34年）10月 - 兵庫小学校から分離復興。
- 1988年（昭和63年）3月 - 兵庫小学校との再統合を前に、閉校式挙行。

### 統合後
- 1988年（昭和63年）
  - 4月 - 兵庫小学校・大開小学校が合併。兵庫大開小学校として開校。校舎は旧兵庫小学校を使用。
  - 5月 - 旧大開小学校校舎の解体工事が始まる。
  - 7月 - 校章制定。
  - 8月 - 新校舎建設予定地（旧大開小学校跡地）文化財発掘調査開始。
  - 11月5日 - 校旗完成。
  - 11月6日 - 校歌制定。
- 1989年（平成元年）12月 - 新校舎の建設が始まる。
- 1990年（平成2年）12月 - 新校舎完成。
- 1991年（平成3年）
  - 3月 - 校舎竣工記念式挙行。
  - 3月 - 旧校舎とのお別れ式。新校舎での始業式。
- 1995年（平成7年）
  - 1月17日 - 阪神・淡路大震災。避難住民2200名。
  - 2月6日 - 学校再開。児童登校。
  - 3月 - 仮設校舎完成。
  - 6月 - 避難所解消。
  - 10月 - 校舎補修工事開始。

## 校区
- 神戸市兵庫区[1]
  - 永沢町2 - 4丁目、下沢通1丁目、新開地1丁目（3番）・2丁目（3～4・7番）・3丁目（4番）・4丁目（6番）・5丁目（3番）・6丁目（2～3番）、大開通1 - 7丁目、塚本通1 - 7丁目、中道通1丁目、西柳原町、羽坂通1 - 4丁目、兵庫町2丁目[2]、三川口町1 - 3丁目、水木通1 - 7丁目、湊町2 - 4丁目、湊町1丁目[3]、門口町

## 校区内の主な施設
- 神戸市立兵庫中学校（進学先中学校）
- 新開地アートひろば（旧神戸アートビレッジセンター）

## 交通アクセス
- 神戸高速線 新開地駅から大開通（国道28号）に沿って西へ300m。
- 西日本旅客鉄道（JR西日本）山陽本線 兵庫駅から北東へ500m。
- 神戸市バス 4・6・95系統「永沢町」より

## 著名な出身者
- 佐保美代子（元宝塚歌劇団男役トップスター、宝塚歌劇団卒業生） - 旧大開小学校卒業。
- 貴闘力忠茂（16代大嶽親方） - 旧兵庫小学校卒業。貴闘力が2000年3月場所で幕内優勝したときの優勝額が2005年に学校に寄贈され、校内の体育館に飾られていたが、2010年に大嶽親方が大相撲野球賭博問題に関与していたことが発覚。2010年7月3日に優勝額が撤去された[4]。
- 飛翔富士廣樹 （元大相撲力士）

## 通学区域が隣接している学校
- 神戸市立水木小学校
- 神戸市立会下山小学校
- 神戸市立湊小学校
- 神戸市立明親小学校